# Anisodes pyrrhocrica
Anisodes pyrrhocrica är en fjärilsart som beskrevs av Louis Beethoven Prout 1926. Anisodes pyrrhocrica ingår i släktet Anisodes och familjen mätare. Inga underarter finns listade i Catalogue of Life.